# NGC 2028
NGC 2028 是山案座大麦哲伦星系的一個疏散星团。該天體由英国天文學家約翰·赫歇爾
於1836年發現。也有說法是該天體可能已經於1826年9月24日已被蘇格蘭天文學家詹姆士·敦洛普發現。